# Amy Dillwyn

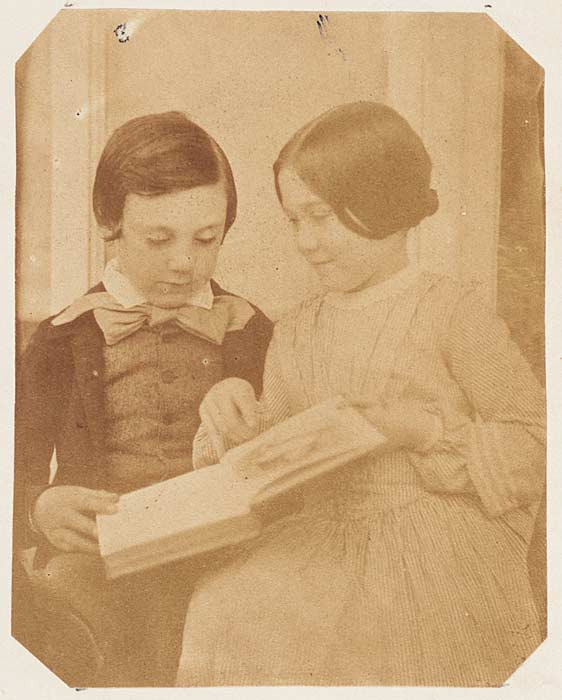
Amy Dillwyn und ihr Bruder Harry, 1853

Elizabeth Amy Dillwyn (* 16. Mai 1845 in Swansea, Vereinigtes Königreich; † 13. Dezember 1935 ebenda) war eine walisische Geschäftsfrau, Aktivistin, Philanthropin und Autorin. Sie war eine der ersten weiblichen Industriellen in Großbritannien.

## Leben und Werk

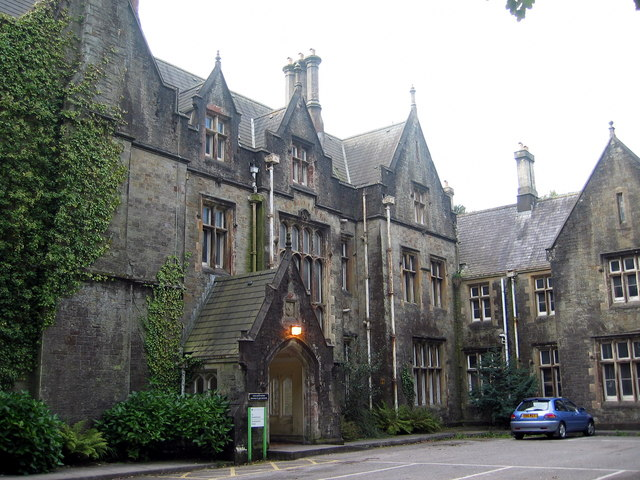
Hendrefoilan House wurde 1853 für den Industriellen Lewis Llewelyn Dilwyn und seine Familie erbaut

Dillwyn war die zweite Tochter und das dritte Kind des Industriellen und Politikers Lewis Llewelyn Dillwyn und seiner Frau Elizabeth (Bessie) De la Beche (1819–1866), der einzigen ehelichen Tochter des Geologen Sir Henry Thomas de la Bèche. Ihre ältere Schwester war die Schmetterlingsforscherin Mary De la Beche Nicholl, ihr Onkel väterlicherseits war der Botaniker und Fotograf John Dillwyn Llewelyn, ihre Tante väterlicherseits war die Fotografin Mary Dillwyn und ihre Cousine ersten Grades väterlicherseits war die Astronomin und Fotografin Thereza Dillwyn Llewelyn. Sie war die Enkelin von Lewis Weston Dillwyn, dem Besitzer der Cambrian Pottery, und Urenkelin von William Dillwyn, dem amerikanischen Quäker-Abolitionisten. Sie erhielt Privatunterricht von Privatlehrern und Gouvernanten, zunächst im Parc Wern und später in Hendrefoilan, dem neuen Herrenhaus ihres Vaters in Sketty. 1863 verlobte sie sich mit Llewellyn Thomas von Llwynmadog, dem Erben eines großen Kohlevermögens, der 1864 am Vorabend ihrer Hochzeit starb. Ihre ständige Begleiterin in ihren Zwanzigern war Olive Talbot (1842–1894), die Dillwyn als ihre Frau betrachtete.
Nach dem Tod ihrer Mutter 1866 übernahm sie die Pflichten der Hausverwaltung und begleitete ihren Vater zu verschiedenen wichtigen gesellschaftlichen Anlässen. Zu dieser Zeit beteiligte sie sich an sozialen Aktivitäten in der Gemeinde, beispielsweise beim Sammeln von Spenden für verschiedene lokale Wohltätigkeitsorganisationen, unterrichtete an der örtlichen Schule und an der Sonntagsschule in Killay und beteiligte sich an der Einrichtung eines Lesesaals für Arbeiter in Killay.

## Autorin
Sie veröffentlichte von 1880 bis 1892 sechs Romane. Sie schrieb auch Kritiken für The Spectator. Sie gab das Schreiben auf, als sie 1892 die verschuldete Firma ihres Vaters erbte. Sie verfasste sechs Romane, die ihre Unzufriedenheit mit der Rolle der Frauen als Bürger zweiter Klasse widerspiegelten. Chloe Arguelle (1881) und Jill and Jack (1887) sind Beispiele für ihre Fähigkeit, Sozialkritik mit einem Eintreten für die Rechte der Frauen zu verbinden. Sie wurde Mitarbeiterin des Spectator, der damals von einem Freund ihres Vaters, Richard Holt Hutton, herausgegeben wurde, und veröffentlichte von 1880 bis 1893 über 50 Artikel.
Ihr erster Roman The Rebecca Rioter: A Story of Killay Life (1880) basierte auf den Rebecca Riots von 1843. Ihr Vater und ihr Onkel, beide Friedensrichter, waren direkt an der Festnahme einiger Randalierer in Pontarddulais beteiligt gewesen, aber Dillwyns Geschichte wird aus der Perspektive eines der Randalierer erzählt. Aufgrund der radikalen Perspektive wurde der Roman ins Russische übersetzt. Ihr zweiter Roman Chloe Arguelle (1881), eine Satire auf die herrschende Klasse, in der es erneut um gewalttätige Klassenkonflikte und organisierte Unruhen geht, wurde in Russland ebenfalls unter dem Titel „Die Lüge“ veröffentlicht. Neben ihrem Interesse an sozialer Gerechtigkeit ist in ihren Schriften ein durchgängiger feministischer Fokus erkennbar, darunter ihre Ablehnung femininer Geschlechternormen der Oberschicht und ein Fokus auf starke, erfinderische und unabhängige Frauen und Mädchen. Während einige ihrer Heldinnen heiraten, konzentrieren sich Dillwyns Romane oft stattdessen auf die unerwiderte Liebe zwischen Frauen. In A Burglary, or Unconscious Influence (1883) ist die burschikose Imogen in ihre Cousine verliebt. Ihr vierter Roman Jill war der kommerziell erfolgreichste. Darin verkleidet sich eine junge Frau als Dienstmädchen und flieht nach London, wo sie sich in ihre Herrin verliebt. Dieser Roman enthält ein Plädoyer für die Einäscherung, die in Großbritannien damals noch nicht gestattet war. Vielleicht aufgrund des Erfolgs von Jill verfasste Dillwyn eine Fortsetzung, Jill and Jack, in der Jill mit Jack verkuppelt wird. Zunächst wetteifern die beiden verfeindeten Männer, doch dann gehen sie eine Partnerschaft ein, die mit einer Heirat endet. Ein Fortsetzungsroman Nant Olchfa, erschien in The Red Dragon (1886–1887), und ein Roman für ein jüngeres Publikum Maggie Steeles Diary, wurde 1892 veröffentlicht.

## Eine der ersten weiblichen Industriellen in Großbritannien
Nach dem Tod ihres Vaters 1892 erbte der Sohn ihrer Schwester, John Dillwyn Nicholl, das Haus Hendrefoilan, da ihr Bruder bereits 1890 verstorben war. Sie musste Hendrefoilan verlassen und ein Haus im Stadtteil West Cross in Swansea mieten. In Zeitungsberichten über das Testament von Lewis Llewellyn Dillwyn hieß es, er habe Möbel und persönliche Gegenstände im Wert von 500 Pfund im Haus hinterlassen, die sie auswählen konnte. Nach seinem Tod erbte sie auch das Zinkunternehmen ihres Vaters, das in Llansamlet am Ufer des Flusses Tawe in Swansea ansässig war. Das Unternehmen beschäftigte fast 300 Mitarbeiter und war mit Schulden in Höhe von fast 100.000 Pfund vom Bankrott bedroht. Bis 1899 hatte sie sämtliche Gläubiger der Firma bezahlt und 1902 wurde die Firma beim Handelsregister unter dem Namen Dillwyn & Co. eingetragen. Gemäß dieser Vereinbarung besaß sie die größte Anzahl an Aktien der Firma und war zudem eine der drei Geschäftsführerinnen der Firma.
Der Wert der Firmenaktien stieg bald, und die Firma entwickelte sich zu einem der größten Zinkproduzenten Großbritanniens mit einem Jahresgewinn von rund 10.000 Pfund. 1905 reiste sie nach Algerien und suchte dort nach Zinkvorkommen, um so das Überleben der Firma zu sichern. Als sie zurückkehrte, erhielt sie von der deutschen Metallgesellschaft ein Angebot zum Kauf einer Aktienmehrheit. Es wurde beschlossen, Dillwyn & Co. Ltd. mit der Frankfurter Metallgesellschaft zu fusionieren. In einem Artikel mit dem Titel Lady Director’s Shares beschreibt die Cardiff Times im November 1905 ihren Rücktritt von ihrer Direktion der Firma und damit von ihrem Mehrheitsanteil, obwohl sie immer noch Aktionärin blieb. Der Erfolg des Unternehmens verschlechterte sich nach dem Ersten Weltkrieg und es wurde 1926 geschlossen. Die Fabrik wurde 1962 abgerissen.

## Soziale Aktivitäten
Parallel zu ihrer Tätigkeit in der Industrie engagierte sie sich in der Gemeindearbeit in der Gegend von Swansea. Einem Artikel in The South Wales Daily Post vom 13. Juli 1899 zufolge wurde einer der Höfe des Ancient Order of Foresters in Swansea nach ihr benannt. 1900 wurde sie zum Mitglied des Schulrats von Swansea gewählt und war auch Vorsitzende des Krankenhausausschusses von Swansea sowie Mitglied der Handelskammer von Swansea. Im selben Zeitungsartikel vom Juli 1899 wurde vermerkt, dass sie zu dieser Zeit das einzige weibliche Mitglied der Handelskammer war. Sie war auch Mitglied des Swansea Board of Guardians für den Bezirk Castle Ward und über ihre Wiederwahl in dieses Amt wurde in The Cambrian am 29. März 1907 berichtet.
1911 unterstützte sie den Streik der Schneiderinnen, der zunächst durch die Entlassung einer der Arbeiterinnen ausgelöst wurde, sich aber in einen Protest gegen Arbeitsbedingungen und Löhne verwandelte. Die weiblichen Arbeitnehmer wurden durch die National Federation of Women Workers (NFWW) vertreten, und Dillwyn war eine der Rednerinnen, als die Frauen der neuen Zweigstelle von Swansea 1911 durch die Stadt marschierten. Unter den anderen Rednerinnen war Margaret Bondfield, das erste weibliche Mitglied eines Regierungskabinetts. Dillwyn war eine Verfechterin des Frauenwahlrechts und wurde zur Vorsitzenden der NUWSS-Zweigstelle in Swansea gewählt.
Sie setzte sich energisch für die Rechte der Frauen ein, kämpfte hart für die Verbesserung der grundlegenden staatlichen Bildungs- und Gesundheitsversorgung und war eine der ersten Frauen, die sich nach der Verabschiedung des Qualification of Women Act im Jahr 1907 zur Wahl in einen Gemeinderat aufstellten. Als ältere Dame sah man sie Ende der 1920er Jahre oft an den Spieltischen von Monte-Carlo.
1902 wurde sie von der Pall Mall Gazette als eine der bemerkenswertesten Frauen Großbritanniens bezeichnet, und war so berühmt, dass der Punch-Cartoonist Bert Thomas sie 1904 in der Zeitschrift Ally Sloper karikierte.
Dillwyn starb im Alter von 91 Jahren 1935 in ihrem Haus Tŷ-Glyn, West Cross, Swansea. Sie wurde eingeäschert und ihre Asche auf dem Friedhof der St. Paul's Church in Sketty begraben. Sie hinterließ ein Vermögen von 114.500 Pfund.

## Ehrungen

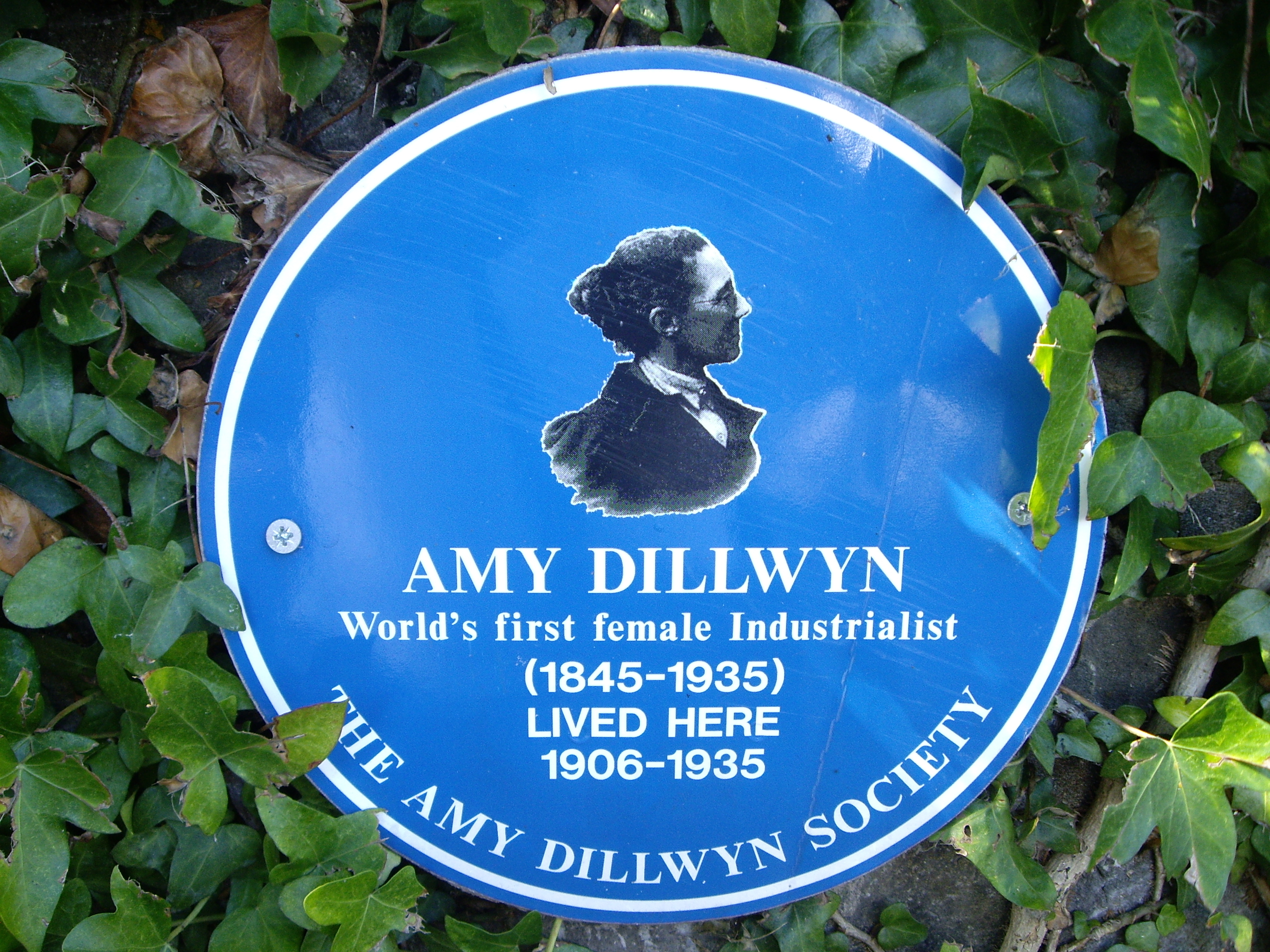
Gedenktafel für Amy Dillwyn, West Cross, Swansea

- 2018 wurde Amy Dillwyn vom Women's Equality Network Wales im Rahmen des Projekts zur Hundertjahrfeier des Representation of the People Act 1918 zu einer der 100 besten walisischen Frauen gewählt.[15]
- 2024 wurde der Park neben der Swansea Arena ihr zu Ehren Parc Amy Dillwyn benannt.[16]

## Veröffentlichungen
- The Rebecca Rioter: A Story of Killay Life. 2 vol. London: Macmillan, 1880.
- Chloe Arguelle. 2 vol. London: Tinsley Brothers, 1881.
- A Burglary: or, Unconscious Influence. 3 vol. London: Tinsley Brothers, 1883.
- Jill. 2 vol. London: Macmillan, 1884.
- Jill and Jack. 2 vol. London: Macmillan, 1887.
- Maggie Steele's Diary. London: Cassell, 1892.